# Blow Me (One Last Kiss)
Blow Me (One Last Kiss) ist ein Rock/Popsong der US-amerikanischen Sängerin Pink aus dem Jahr 2012, den sie gemeinsam mit Greg Kurstin schrieb.

## Daten
Der Song wurde am 3. Juli 2012 veröffentlicht. Es handelt sich um die erste Singleauskopplung ihres Albums The Truth About Love. Nach Blow Me (One Last Kiss) folgten als Single die Lieder Try und Just Give Me a Reason.

## Musikvideo
Das Musikvideo zur Single wurde 2012 gedreht.

## Kommerzieller Erfolg

### Chartplatzierungen
Der Song erreichte in zahlreichen Ländern die Spitzenposition in den Singlecharts, unter anderem in Australien.
| ChartsChartplatzierungen       | Höchstplatzierung | Wochen |
| ------------------------------ | ----------------- | ------ |
| Deutschland (GfK)              | 10 (20 Wo.)       | 20     |
| Österreich (Ö3)                | 14 (17 Wo.)       | 17     |
| Schweiz (IFPI)                 | 15 (17 Wo.)       | 17     |
| Vereinigte Staaten (Billboard) | 5 (27 Wo.)        | 27     |
| Vereinigtes Königreich (OCC)   | 3 (19 Wo.)        | 19     |

| ChartsJahrescharts (2012)      | Platzierung |
| ------------------------------ | ----------- |
| Deutschland (GfK)              | 91          |
| Vereinigte Staaten (Billboard) | 37          |
| Vereinigtes Königreich (OCC)   | 88          |

### Auszeichnungen für Musikverkäufe
| Land/Region                  | Auszeichnungen für Musikverkäufe (Land/Region, Auszeichnung, Verkäufe) | Verkäufe  |
| ---------------------------- | ---------------------------------------------------------------------- | --------- |
| Australien (ARIA)            | 5× Platin                                                              | 350.000   |
| Brasilien (PMB)              | Platin                                                                 | 60.000    |
| Deutschland (BVMI)           | Gold                                                                   | 150.000   |
| Italien (FIMI)               | Platin                                                                 | 30.000    |
| Kanada (MC)                  | 4× Platin                                                              | 320.000   |
| Mexiko (AMPROFON)            | Gold                                                                   | 30.000    |
| Neuseeland (RMNZ)            | Platin                                                                 | 15.000    |
| Schweiz (IFPI)               | Gold                                                                   | 15.000    |
| Vereinigtes Königreich (BPI) | Platin                                                                 | 600.000   |
| Insgesamt                    | 3× Gold · 13× Platin ·                                                 | 1.570.000 |

Hauptartikel: Pink (Musikerin)/Auszeichnungen für Musikverkäufe